# Begonia salesopolensis
Begonia salesopolensis là một loài thực vật có hoa trong họ Thu hải đường. Loài này được S.J.Gomes da Silva & Mamede mô tả khoa học đầu tiên năm 2000.